# Opérateur de réseau mobile virtuel
Un opérateur de réseau mobile virtuel, également connu sous le sigle MVNO (de l'anglais Mobile Virtual Network Operator), est un opérateur de téléphonie mobile, qui ne possédant pas de concession de spectre de fréquences ni d'infrastructure de réseau radio propres et qui contracte des accords avec les opérateurs mobiles possédant un réseau mobile (connu sous le sigle MNO, de l'anglais Mobile Network Operator) pour leur acheter un forfait d'utilisation de leur réseau radio et le revendre sous sa propre marque à ses clients.

## Historique
Le premier succès d'un opérateur MVNO est Virgin Mobile, lancé au Royaume-Uni en 1999. Précédemment, la société Sense avait essayé de lancer un service de MVNO dans les pays scandinaves, mais sans succès. Une stratégie du même type avait été appliquée par MCI dans les années 1990.
En France, depuis le 21 mai 2007, une procédure a été mise en place par l'Autorité de régulation des communications électroniques et des postes afin de simplifier les démarches pour changer d'opérateur mobile et raccourcir le délai de portabilité.

## Différents types de MVNO
En général, un MVNO est une société indépendante de l'opérateur, ce qui lui permet de fixer ses tarifs propres.
Le MVNO intervient en se concentrant sur des marchés sur lesquels il développe une activité commerciale qui lui permet d'attirer de nouveaux clients, auparavant servis par les opérateurs traditionnels (MNO) ou par d'autres MVNOs ou des primo-accédants. 
On peut distinguer trois positionnements de MVNOs en 2025 en France :

### MVNO pour les particuliers
Longtemps, ces MVNO ont misé sur des offres à bas prix, ce qui les différencie des opérateurs historiques. En France, depuis 2012, et l'arrivée de Free mobile, le marché de ces MVNO a été modifié ; certains ont disparu, d'autres ont été rachetés. En 2010 on dénombrait plus d'une trentaine de MVNO pour particuliers, contre plus d'une quinzaine en 2024, dont 10 sont possédés par les opérateurs historiques (SFR, Orange, Bouygues Telecom).
| Nom              | Propriétaire              | Réseaux          |
| ---------------- | ------------------------- | ---------------- |
| Auchan Telecom   | Bouygues Telecom          | Bouygues Telecom |
| B&You            | Bouygues Telecom          | Bouygues Telecom |
| Cdiscount Mobile | Bouygues Telecom          | Bouygues Telecom |
| Coriolis         | Altice France             | SFR              |
| La Poste Mobile  | Bouygues Telecom          | SFR              |
| Lebara           | Palmarium                 | SFR              |
| Lyca Mobile      | Pettigo Comércio          | Bouygues Telecom |
| Nordnet          | Orange                    | Orange           |
| NRJ Mobile       | Bouygues Telecom          | Bouygues Telecom |
| Prixtel          | Altice France             | SFR              |
| RED by SFR       | Altice France             | SFR              |
| Réglo Mobile     | Altice France & E.Leclerc | SFR              |
| Sosh             | Orange                    | Orange           |
| Source Mobile    | Bouygues Telecom          | Bouygues Telecom |
| Syma             | Altice France             | SFR              |
| YouPrice         | Netcom Group              | Orange & SFR     |

| Nom                                                     | Propriétaire                   | Réseaux                        |
| ------------------------------------------------------- | ------------------------------ | ------------------------------ |
| AKEO Télécom                                            | AKEO                           | Bouygues Telecom & Orange      |
| Bazile Telecom                                          | DomPlus Groupe                 | Orange                         |
| BetterRoaming (ex-Truphone)                             | TP France Operations – 1Global | Orange                         |
| Ciel Telecom                                            | Ciel Telecom                   | Bouygues Telecom, Orange & SFR |
| Chez Switch (Switch Call)                               | Liteyear                       | Bouygues Telecom               |
| Club Budget                                             | Mint                           | Bouygues Telecom               |
| Easy by T                                               | TELCOFACTORY                   | Orange & SFR                   |
| Mint Mobile                                             | Mint                           | Bouygues Telecom               |
| Mobiho Essentiel                                        | SEPA TELECOM                   | Orange                         |
| Mobileo Telecom                                         | Vespertel                      | Orange                         |
| TeleCoop                                                | TeleCoop                       | Orange                         |
| Ubigi (ex-Transatel Mobile, LeFrenchMobile, Eurokeitai) | Transatel                      | Orange                         |
| FRANCE TELEPHONE                                        | FRANCE TELEPHONE               | Orange & Bouygues Telecom      |

### MVNO pour les entreprises
Ce type de MVNO cible une clientèle d'entreprises et fournit parfois des services spécifiques aux entreprises. En 2021, trois des dix MVNO français sont possédés par un opérateur historique.
| Nom                       | Propriétaire                   | Réseaux                                   |
| ------------------------- | ------------------------------ | ----------------------------------------- |
| Afone Mobile              | Altice France                  | SFR                                       |
| Airmob                    |                                | Bouygues Telecom, Orange & SFR            |
| Alphalink                 |                                | Orange & SFR                              |
| Cellhire                  |                                | Orange                                    |
| Chez Switch (Switch Call) | Liteyear                       | Bouygues Telecom                          |
| Coriolis (CorioPro)       | Altice France                  | SFR                                       |
| Keyyo                     | Bouygues Telecom               | Orange (transition vers Bouygues Telecom) |
| La Poste Mobile           | Bouygues Telecom               | SFR                                       |
| Linkt                     |                                | Orange                                    |
| Netwo                     |                                | Orange                                    |
| Networth                  |                                | Bouygues Telecom & Orange                 |
| SCT Telecom               |                                | Orange & SFR                              |
| Sewan Communications      |                                | Bouygues Telecom, Orange & SFR            |
| 1Global (ex-Truphone)     | TP France Operations – 1Global | Orange                                    |
| Unyc                      |                                | Bouygues Telecom & Orange                 |
| Stelogy                   |                                | Bouygues Telecom & Orange                 |
| YouPrice                  | Netcom Group                   | Orange & SFR                              |

### MVNO MtoM
MVNO spécialisé dans les objets connectés (MtoM: Machine to machine).
| Nom                   | Propriétaire                   | Réseaux |
| --------------------- | ------------------------------ | ------- |
| Afone Mobile          | Altice France                  | SFR     |
| Coriolis              | Altice France                  | SFR     |
| Cubic                 |                                | Orange  |
| Transatel             |                                | Orange  |
| 1Global (ex-Truphone) | TP France Operations – 1Global | Orange  |

## Anciennes catégories de MVNO

### MVNO pour particuliers dit «ethnique»
Il cible des particuliers avec pour cible principale certaines catégories de la population. Par exemple des utilisateurs de certaines nationalités ou origines, des frontaliers, des touristes étrangers. Il se différencie en proposant des tarifs agressifs vers l'international. Grâce à ce positionnement, il obtient un revenu par utilisateur plus élevé que la moyenne en facturant une plus grande proportion d'appels internationaux.

### Les accords de licence de marque
Ce type de MVNO cible un groupe de population particulier en s'appuyant sur une marque connue.  On retrouve ici des médias (radios, télévisions), des acteurs de la grande distribution, des banques... Des offres de services à valeur ajoutée complémentaires peuvent être proposées pour attirer la population visée, et améliorer le revenu par abonné : téléchargement de musique, résultats d'émission de variété, votes SMS ou des bons d'achats sous forme de forfait. 
Leurs cibles sont des marchés de niche spécifique, de type démographique comme Boost Mobile (en) et Amp'd Mobile (en) aux États-Unis ou encore Hello MTV, NRJ Mobile et ID&T Mobile sur le marché européen pour attirer les jeunes.
En France, d'après l'ARCEP, il n'existait plus en 2015 que 3 licences de marque, il s'agissait de M6 Mobile, NRJ mobile et Carrefour Mobile.

## Full MVNO
Ce type de MVNO possède, outre les classiques VMS (plateforme de messagerie vocale) et SVI (serveur vocal interactif), au moins un registre de localisation (HLR) et un centre de commutation de téléphonie mobile (MSC). De ce fait, il a toutes les fonctionnalités d'un opérateur mobile de type MNO sauf la couverture réseau radio (GSM, UMTS ou LTE). 
L'avantage de ce type de statut est de permettre à l'opérateur Full MVNO d'utiliser plusieurs couvertures réseau, et de négocier les meilleurs tarifs ou obtenir les meilleurs services du moment (par exemple une couverture 4G nationale). Le Full MVNO a ses propres cartes SIM et peut provisionner l'identité internationale d'abonné mobile (contenu dans la carte SIM de ses clients) sur le réseau de l'opérateur avec lequel il a signé un accord, car c'est le registre de localisation géographique des abonnés géré par l'opérateur Full MVNO qui contient les profils de ses clients.

## Classification et stratégie marketing des MVNO
Parmi les motivations d'un opérateur mobile pour héberger un MVNO sur leur réseau, on peut avancer :
1. Les opérateurs mobiles sont souvent mal représentés dans tous les segments potentiels de la clientèle. Les MVNOs sont un moyen d'atteindre des marchés spécifiques, avec ou sans partenaires qui peuvent permettre d'attaquer des marchés ciblés ou spécifiques.
2. Les opérateurs mobiles avaient des besoins de capacité, de produits, et de nouveaux segments de marché - spécialement dans les nouveaux domaines tels que la troisième génération. Une stratégie de MVNO peut permettre de générer des économies d'échelle, pour utiliser au mieux un réseau téléphonique existant.
3. Les MVNOs peuvent aider les opérateurs mobiles à conquérir une cible de marché de niche avec des besoins spécifiques, que l'opérateur mobile classique ne peut obtenir.

## Infrastructure
Le MVNO ne possède généralement aucune infrastructure de réseau mobile GSM, 3G, 4G ou 5G, ni de centre de commutation de téléphonie mobile (MSC), ni de segment radio (antennes relais). Certains MVNO peuvent posséder leur propre registre de localisation (HLR) qui permet davantage de flexibilité puisqu'il peut alors utiliser différents réseaux du même opérateur mobile ou de plusieurs opérateurs.
En outre, le MVNO ne possède parfois pas de système d'information complet, et peut donc utiliser les services d'un MVNE pour compléter son système d'information, notamment en ce qui concerne la connexion au système d'information de l'opérateur mobile.